# Liste du patrimoine immobilier classé de la province de Luxembourg
Cette page recense l'ensemble des listes des monuments classés de la province belge de Luxembourg.
- Liste du patrimoine immobilier classé d'Arlon
- Liste du patrimoine immobilier classé d'Attert
- Liste du patrimoine immobilier classé d'Aubange
- Liste du patrimoine immobilier classé de Bastogne
- Liste du patrimoine immobilier classé de Bertogne
- Liste du patrimoine immobilier classé de Bertrix
- Liste du patrimoine immobilier classé de Bouillon
- Liste du patrimoine immobilier classé de Chiny
- Liste du patrimoine immobilier classé de Daverdisse
- Liste du patrimoine immobilier classé de Durbuy
- Liste du patrimoine immobilier classé d'Érezée
- Liste du patrimoine immobilier classé d'Étalle
- Liste du patrimoine immobilier classé de Fauvillers
- Liste du patrimoine immobilier classé de Florenville
- Liste du patrimoine immobilier classé de Gouvy
- Liste du patrimoine immobilier classé de Habay
- Liste du patrimoine immobilier classé de Herbeumont
- Liste du patrimoine immobilier classé de Hotton
- Liste du patrimoine immobilier classé de Houffalize
- Liste du patrimoine immobilier classé de La Roche-en-Ardenne
- Liste du patrimoine immobilier classé de Léglise
- Liste du patrimoine immobilier classé de Libin
- Liste du patrimoine immobilier classé de Libramont-Chevigny
- Liste du patrimoine immobilier classé de Manhay
- Liste du patrimoine immobilier classé de Marche-en-Famenne
- Liste du patrimoine immobilier classé de Martelange
- Liste du patrimoine immobilier classé de Meix-devant-Virton
- Liste du patrimoine immobilier classé de Messancy
- Liste du patrimoine immobilier classé de Musson
- Liste du patrimoine immobilier classé de Nassogne
- Liste du patrimoine immobilier classé de Neufchâteau
- Liste du patrimoine immobilier classé de Paliseul
- Liste du patrimoine immobilier classé de Rendeux
- Liste du patrimoine immobilier classé de Rouvroy
- Liste du patrimoine immobilier classé de Sainte-Ode
- Liste du patrimoine immobilier classé de Saint-Hubert
- Liste du patrimoine immobilier classé de Saint-Léger
- Liste du patrimoine immobilier classé de Tellin
- Liste du patrimoine immobilier classé de Tenneville
- Liste du patrimoine immobilier classé de Tintigny
- Liste du patrimoine immobilier classé de Vaux-sur-Sûre
- Liste du patrimoine immobilier classé de Vielsalm
- Liste du patrimoine immobilier classé de Virton
- Liste du patrimoine immobilier classé de Wellin